# Ито, Дайки
Дайки Ито (яп. 伊東 大貴 Ито: Дайки, род. 27 декабря 1985 года в Симокаве, Япония) — японский прыгун с трамплина, бронзовый призёр Олимпийских игр 2014 года в команде, чемпион мира 2013 года в смешанной команде и призёр чемпионатов мира.
В Кубке мира Ито дебютировал в 2002 году, в марте 2004 года впервые попал в тройку лучших на этапе Кубка мира. Всего на сегодняшний момент имеет 5 попаданий в тройку лучших на этапах Кубка мира, 4 в личных соревнованиях и 1 в командных. Лучшим достижением по итогам Кубка мира для Ито является 13-е место в сезоне 2004-05.
Принимал участие в Олимпиаде-2006 в Турине, где был 6-м в команде, 42-м на большом трамплине и 18-м на нормальном трамплине.
На Олимпиаде-2010 в Ванкувере стартовал во всех трёх дисциплинах, стал 5-м в команде, 15-м на нормальном трамплине и 20-м на большом трамплине.
За свою карьеру участвовал в четырёх чемпионатах мира, на которых завоевал две бронзовые медали и одну золотую медаль.
Использует лыжи производства фирмы Fischer.
Дайки Ито выиграл 17-й этап Кубка мира 2012, который проходил в норвежском Тронхейме.
Ито набрал в сумме 295,1 балла. Для японского спортсмена эта победа стала четвёртой в текущем сезоне.